# Ґреґ Браунінґ
Ґреґ Браунінґ (англ. Greg Browning, 14 лютого 1953) — австралійський хокеїст на траві.
Срібний призер Олімпійських Ігор 1976 року, учасник 1972 року.